# Костюк, Дмитрий Сергеевич
Дмитрий Сергеевич Костюк (укр. Дмитро Сергійович Костюк; род. 1 июня 1993, Новоград-Волынский, Житомирская область) — украинский историк, журналист-расследователь, общественный деятель. Народный депутат Украины IX созыва.

## Биография
Окончил исторический факультет Киевского национального университета имени Тараса Шевченко. Аспирант исторического факультета КНУ.
Работает журналистом на телеканале «Эспрессо».
Костюк является председателем общественной организации «Неделимая Украина».
Кандидат в народные депутаты от партии «Слуга народа» на парламентских выборах 2019 года (избирательный округ № 65, г. Новоград-Волынский, Барановский, Емильчинский, Новоград-Волынский, Пулинский районы). На время выборов: журналист телеканала «Эспрессо», беспартийный. Проживает в г. Новоград-Волынский Житомирской области.
Член Комитета Верховной Рады по вопросам аграрной и земельной политики.
Женат.
С 2022 года — президент футбольного клуба «Звягель».